# Východočínské moře
Východočínské moře (TZ: 東海, ZZ: 东海, hanyu pinyin Dōng Hǎi, tongyong pinyin Dong Hǎi, český přepis Tung-chaj, tchajwansky Tang-hái, japonsky 東シナ海, romaji Higashi Shina Kai, korejsky 동중국해, transliterováno Dong Jungguk Hae) je moře mezi Čínou, Koreou, japonskými ostrovy Kjúšú a Rjúkjú a Tchaj-wanem. Čínský název znamená prostě „Východní moře“, někdy se používá též 中国东海 (Zhōngguó Dōng Hǎi), „Čínské Východní moře“.
Východočínské moře zabírá plochu 836 000 km². Některé prameny sice udávají i 1 249 000 km², v tom je však zřejmě zahrnuto i Žluté moře, které je se světovým oceánem spojeno pouze jeho prostřednictvím. (Hranici mezi oběma moři tvoří zhruba spojnice Šanghaje a jižního konce Korejského poloostrova.) Největší hloubky 2 719 m (podle jiných pramenů 2 999) dosahuje na jihovýchodním okraji v příkopu u souostroví Rjúkjú. Většina plochy nicméně nedosahuje hloubek větších než 400 m (dno je zde geologicky součástí asijské pevniny).
Průměrná teplota vody v únoru se pohybuje mezi 7 a 16 °C, v srpnu mezi 27 a 28 °C. Slanost vody činí 30 – 34,5 ‰, v ústí řek 5 – 10 ‰. Výše přílivu je do 7,5 m.
Nejdůležitějším přítokem je Čchang-ťiang (ústí u Šanghaje).